# 北京机关
北京机关，又称德田机关或孙机关，正式名称是日本共产党临时中央指导部，指的是1950年代日本共产党部分领导人流亡中华人民共和国之后在北京建立的指挥部。
1950年，驻日盟军总司令部发动赤色清洗，取缔日本共产党，开除日共人士的公职，并对日共领导人进行通缉。日共干部大多转入地下活动。中共领导人毛泽东得知此事后，发出“从日本救出德田”的指示，要求将日共书记长德田球一救到中国。德田最初强烈反对这个提议。然而在8月上旬召开秘密政治局会议之后，决定流亡中国。8月15日，德田派往中国的信使宫岛义勇回国，向德田传达了中国共产党“欢迎日共领导人来中国”的意向。10月，德田在大阪湾乘坐“人民舰队”的船只秘密离开日本，来到北京。
在此前的4月，安斋库治早已前往中国，做好建立北京机关的准备。8月底，德田球一、西泽隆二来到北京。9月，野坂参三也到达。同月，德田在北京组建日本共产党临时中央指导部，俗称北京机关。因最高领导人是德田球一，又被称为德田机关或者孙机关（德田球一是琉球人，唐风姓名姓孙）。1951年9月，伊藤律也流亡北京，加入北京机关。
流亡北京的日共领导人多为所感派。在1951年2月23日的日本共产党第4回全国协议会（四全协）上，确定反美武装斗争的方针，模仿中国共产党在抗日战争中的战术，以农村包围城市，在全国各地的农村建立解放区。10月16日的第5回全国协议会（五全协）上，更是确立在农村实行游击战的纲领。山村工作队、中核自卫队等游击队组织相继在日本农村成立。北京机关在武装革命斗争上得到中共和苏共的资金援助。1952年5月1日，伊藤律秘密组建名为“自由日本放送”的电台。北京机关通过该电台，向日本国内发出武装斗争的指示。
日共的武装斗争方针使其在民众中的支持率大幅下降，在1952年的第25回众议院总选举里，日共党员全体落选。而北京机关内部也发生了分歧，西泽隆二主张与以宫本显治为首的国际派妥协，遭到德田的斥责，并与其绝交。另一位领导人野坂参三也与德田存在分歧，西泽便与野坂接近。在1952年10月，趁德田得重病昏迷之机，西泽与野坂将德田的重要支持者伊藤律隔离审查并开除党籍。
1953年10月，德田球一逝世。1954年夏，北京机关的领导人野坂参三、紺野與次郎、河田賢治、宮本太郎、西泽隆二6人，与苏共和中共两党的代表前往莫斯科，制定日本共产党第6回全国协议会（六全协）的决议草案。1955年1月13日，以「日本共产党中央委员会北京局 紺野與次郎、河田賢治、袴田里見、西泽隆治」的名义向苏联递交资金援助申请。1955年7月底，六全协召开，所感派部分领导人与国际派达成和解，武装革命路线被否定。此后，北京机关的人士相继归国。1957年7月，袴田与河田二人归国。1958年7月13日，最后一批北京机关人士乘坐引渡船白山丸回到日本，标志着北京机关历史的结束。
自1954年1月至1957年3月期间，日本共产党在北京郊外设立了几百至两千人规模的日本共产党中央党校。该党校中的学生为日本投降之后在中国工厂和学校工作、对共产主义产生共鸣的日本人。也有从日本国内偷偷逃到中国的共产主义者。日共党校的学员大多数在1958年7月乘坐引渡船白山丸归国。
现今的日本共产党声称北京机关不是按照正规方针建立的，与日共没有任何关系。

## 北京机关成员
- 德田球一 - 1953年在北京死去。
- 野坂参三
- 高倉輝 - 1950年6月被开除公职。此后多次辗转于苏联和中国，于1959年4月归国。
- 紺野與次郎
- 聽濤克巳 - 1950年被开除公职。成为北京机关成员，负责自由日本放送。后以党代表身份前往欧洲活动。1958年归国。
- 河田賢治
- 西泽隆二
- 伊藤律 - 1953年被开除党籍，监禁审查。他在中国被监禁达二十三年，于1980年归国。
- 袴田里見 - 国际派人物，为要求中共和苏共介入日共分裂问题而来到北京，一时间滞留北京。